# Арабія (газове родовище)
Арабія (газове родовище) — саудівське офшорне газове родовище у Перській затоці.

## Загальна інформація
Родовище відкрили у 2008 році за півтори сотні кілометрів на північний схід від Джубайля. 
Запаси газу родовища знаходяться у формації Хуфф, карбонатні відкладення якої виникли в умовах мілководдя у пізньому пермському періоді, коли на початку формування океану Неотетіс відбулась трансгресія Аравії (можливо відзначити, що саме із Хуфф пов'язане найбільше в світі газове родовище Північне/Південний Парс).

## Облаштування родовища
Облаштування родовища складається з шести платформ для розміщення фонтанних арматур, які  за допомогою з'єднувальних трубопроводів діаметром 300 мм під'єднані до встановленої в районі з глибиною моря 51 метр платформи для маніфольду, від якого починається головний експортний трубопровід Арабія – Васіт. Монтаж видобувних платформ та трубопроводів провели кранові/трубоукладальні судна італійської компанії Saipem Castoro II та Castoro Otto, тоді як плавучий кран великої вантажопідйомності Lan Jing встановив надбудову (топсайду) платформи для маніфольда вагою 4600. Також до елементів облаштування відносяться трубопроводи для моноетиленгліколю, електричні та контрольні кабелі.
В 2017-му на родовищі змонтували ще одну платформу для розміщення фонтанних арматур, топсайд якої важив 1500 тон, при цьому до робіт залучили плавучий кран великої вантажопідйомності Wei Li. Від платформи проклали з'єднувальний трубопровід  діаметром 300 мм та довжиною дещо більше за 5 км.